# 386
| [ Edytuj tabelę ] |                                                        |
| Władca Guptów     | - 375 Ćandragupta II 414                               |
| Władca Korei      | - 384 Kogugyang 391                                    |
| Papież            | - 384 Syrycjusz 399                                    |
| Król Persji       | - 383 Szapur III 388                                   |
| Cesarz Rzymu      | - 375 Walentynian II 392 - 379 Teodozjusz I Wielki 395 |
| Król Wandalów     | - 359 Godigisel 406                                    |

Rok 386 / CCCLXXXVI
stulecia: III wiek ~
IV wiek ~
V wiek

lata: 376 «
381 «
382 «
383 «
384 «
385 «
386
» 387
» 388
» 389
» 390
» 391
» 396

## Wydarzenia
Azja
- W Chinach klan Tuoba założył Północną dynastię Wei.

Cesarstwo rzymskie
- Augustyn z Hippony napisał dialogi O życiu szczęśliwym i Przeciw akademikom.
- Wzniesiona została Bazylika św. Ambrożego w Mediolanie.

## Urodzili się
- Julian z Eklanum, biskup (zm. przed 455) (lub 385).

## Zmarli
- 18 marca – Cyryl Jerozolimski, biskup Jerozolimy, Ojciec Kościoła, święty (ur. ≈315).
- Brytoniusz, biskup Trewiru.
- Demofil, biskup Bizancjum.
- Flacylla, cesarzowa rzymska.